# Baie des Ha! Ha!
Baie des Ha! Ha! är en vik i Kanada.   Den ligger i provinsen Québec, i den östra delen av landet, 1 400 km öster om huvudstaden Ottawa.